# Natalie Holzner
Natalie Holzner (née le 12 mars 1992 à Voitsberg) est une chanteuse autrichienne.

## Biographie
Natalie Holzner apprend le violon dès l'âge de sept ans et reçoit des cours de piano dès l'âge de huit ans. Elle va au lycée musical de Graz puis étudie la germanistique et l'enseignement de la musique avec une priorité au chant au Mozarteum et à l'université de Salzbourg. En 2016, elle est diplômée d'un Magister Artium.
Elle chante pour la première fois dans sa ville natale de Voitsberg en 2005. En 2007, à 15 ans, elle participe avec Erzähl mir von der Liebe pour la première fois au Grand Prix der Volksmusik. Elle y est de nouveau présente avec Für einen Tag et Alles fürs Herz en 2008 et 2009. À chaque fois, elle est éliminée dans le tour préliminaire. En outre, elle apparaît dans Musikantenstadl, remporte le prix Herbert-Roth de la MDR et fait de nombreuses apparitions dans les pays germanophones. Après le matur, elle se consacre aux études à Salzbourg. Néanmoins, elle participe au casting de Herz von Österreich de Puls 4 en 2014 et atteint la finale avec sa version de Ein bisschen Frieden.
En 2017, elle sort son deuxième album studio, Bilderbuch, auquel elle contribue largement en tant qu'autrice et compositrice. Depuis, elle compose et écrit avec son mari, le producteur de musique Dominik Hemmer, pour d'autres artistes des pays germanophones. Dans Frühling Dahoam en 2018, elle est l'animatrice de sa propre émission sur Folx TV.

## Discographie
Albums
- 2009 : Alles fürs Herz
- 2017 : Bilderbuch

Singles
- 2008 : Für einen Tag
- 2015 : Einmal noch
- 2016 : Gestrandet im Paradies
- 2017 : Bilderbuch
- 2018 : Das Spiel mit dem Feuer
- 2018 : Wolkenweiss
- 2018 : Ewig uns
- 2019 : Tu's für dich
- 2020 : Herzferien

## Source de la traduction
- (de) Cet article est partiellement ou en totalité issu de l’article de Wikipédia en allemand intitulé « Natalie Holzner » (voir la liste des auteurs).